# アルマゲドン2012 マーキュリー・クライシス
『アルマゲドン2012 マーキュリー・クライシス』（原題: Collision Earth）は、2011年のカナダのテレビ映画である。

## キャスト
役名、俳優、日本語吹替の順に記述。
- ジェームズ - カーク・アセヴェド（東地宏樹）
- ヴィクトリア - ダイアン・ファール（塩田朋子）
- マシュー - アダム・グレイドン・リード（三上哲）
- クリス - チャド・クロウチャック（保志総一朗）
- ブルック - ジェシカ・パーカー・ケネディ（岸本百恵）
- ジェニファー - キャサリン・ロッホ・ハグウィスト（ちふゆ）
- エドワード - アンドリュー・エアリー（小島敏彦）
- マーシャル - デヴィッド・ルイス（森尾ナオアキ）
- その他の日本語吹替 - だいすけ、乃神亜衣子、黒澤剛史、石田嘉代、清水阿弥